# The Faint
The Faint — американская инди-рок-группа из города Омаха, штат Небраска. В состав группы входят Тодд Финк, Джейкоб Тиле, Dapose (Майкл Даппен), Джоэл Петерсен и Кларк Бэкл.
The Faint были первоначально известны как Norman Bailer и тогда ещё в их группе состоял Конор Оберст (из Bright Eyes, с которыми гастролировали The Faint в 2005 году). Вскоре после его ухода, группа была расформирована, позже группа возродилась, но без Конора и уже под именем The Faint. Они по-прежнему пишутся вместе с Bright Eyes под одним лейблом Saddle Creek.

## Участники группы
- Тодд Финк — вокал, клавишные
- Джейкоб Тиле — клавишные, бэк-вокал (с 1999)
- Dapose (Michael Dappen) — гитара (с 2001)
- Джоэл Петерсен — бас-гитара
- Кларк Бэкл — ударные

### Бывшие участники
- Конор Оберст — гитара (1995)
- Мэтт Боуэн — бас-гитара, клавишные (1995—1998)

## Альбомы
- Sine Sierra (Norman Bailer) (1995 · Lumberjack)
- Media (1998 · Saddle Creek)
- Blank-Wave Arcade (1999 · Saddle Creek)
- Blank-Wave Arcade Remixes (2000 · Saddle Creek)
- Danse Macabre (2001 · Saddle Creek)
- Danse Macabre Remixes (2003 · Astralwerks)
- Wet from Birth (2004 · Saddle Creek) #99 US
- Fasciinatiion (2008 · blank.wav) #46 US
- Doom Abuse (2014 · SQE Music)

## Синглы и EPs
- Mote/Dust (2001 · Gold Standard Laboratories)
- Agenda Suicide (2002 · City Slang)
- I Disappear (2004 · Saddle Creek)
- Desperate Guys (2004 · Saddle Creek)
- The Geeks Were Right (2008 · blank.wav)
- Mirror Error (2009 · Boysnoize)

## Ремиксы
- Radio 4 — Dance to the Underground (2002 · City Slang)
- Joy Electric — We Are Rock (2002 · BEC Recordings)
- Yeah Yeah Yeahs — Y Control (2004 · Interscope Records / Polydor Records)
- Nine Inch Nails — Meet Your Master (2007)

## Сборники
- Nothing Left Fanzine #8 CD Sampler (1998)
  - Song: «Acting: On Campus Television»
- Messages: Modern Synthpop Artists Cover OMD (2001 · Ninthwave)
  - Song: «Enola Gay»
- Saddle Creek 50 (2002 · Saddle Creek)
  - Songs: «Worked Up So Sexual», «Take Me to the Hospital»
- Liberation: Songs to Benefit PETA (2003 · Fat Wreck Chords)
  - Song: «Agenda Suicide»
- Lagniappe: A Saddle Creek Benefit for Hurricane Katrina (2005 · Saddle Creek)
  - Song: «Hypnotised»

### Интервью
- Interview with The Faint on Shockhound.com (недоступная ссылка)
- Under The Starry Nitez!
- Interview at wenn’s rockt! WebTV
- Lazy-i Interview: November 1999
- Lazy-i Interview: August 2001
- Lazy-i Interview: April 2003
- Lazy-i.com Column on American Recordings
- The Faint beatLawrence.com video interview  (недоступная ссылка с 03-09-2013 [4206 дней] — история, копия)
- Interview with The Faint at Short and Sweet NYC on 8/12/08 (недоступная ссылка)  (недоступная ссылка с 03-09-2013 [4206 дней] — история, копия)
- Interview with The Faint: October 2008
- 2008 The Faint Interview at Bandega.com